# Херксхаймвайер
Херксхаймвайер (нем. Herxheimweyher) — община в Германии, в земле Рейнланд-Пфальц. 
Входит в состав района Южный Вайнштрассе. Подчиняется управлению Херксхайм.  Население составляет 491 человек (на 31 декабря 2010 года). Занимает площадь 3,57 км².